# غراب معمولی

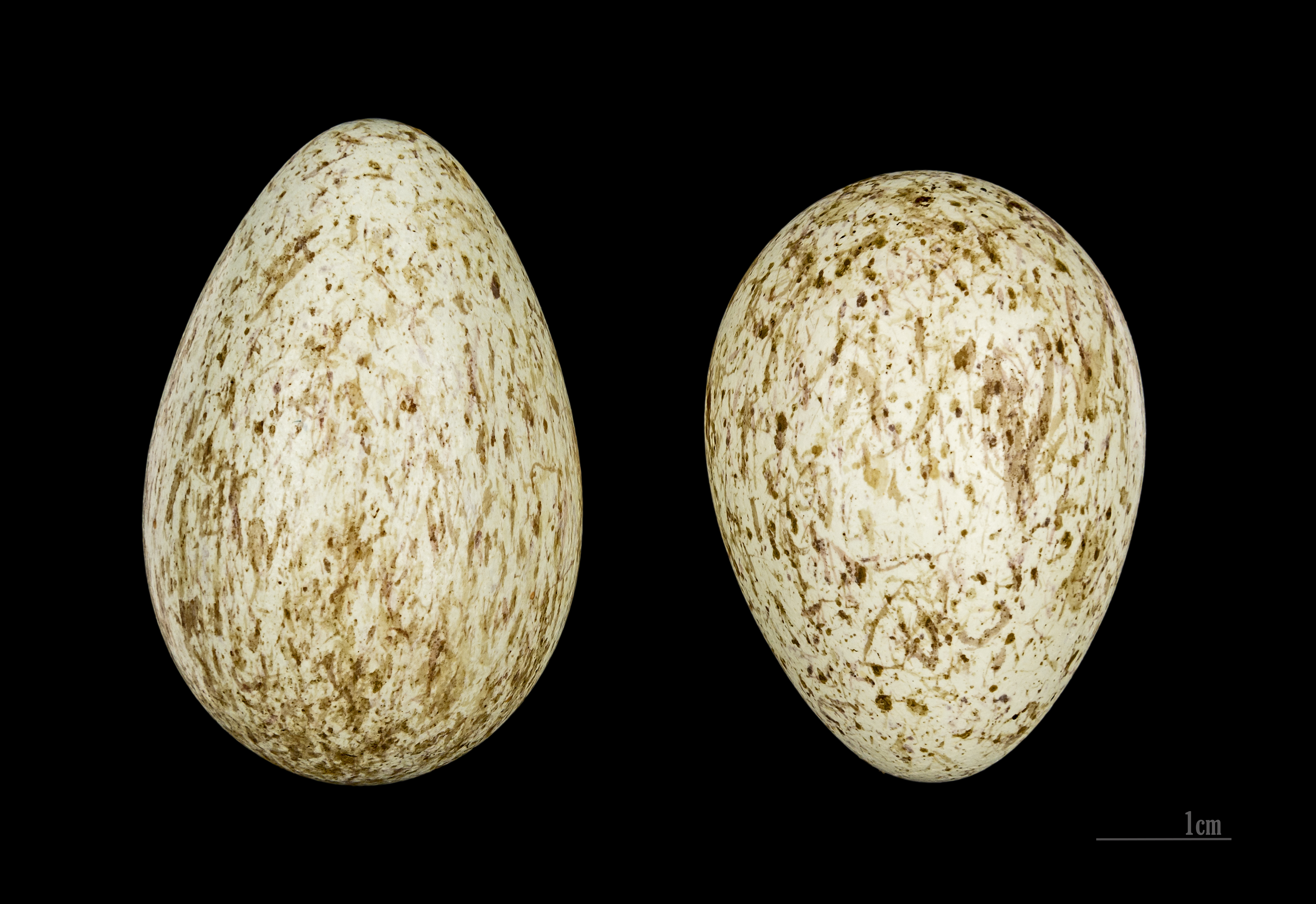
Corvus corax

غُراب معمولی یا غُراب سیاه یا غُراب شمالی (نام علمی: Corvus corax) پرندهای از خانوادهٔ کلاغان است که تقریباً در تمام نیمکرهٔ شمالی دیده می‌شود و بیشترین پراکندگی را در بین تمامی اعضای تیرهٔ کلاغ‌ها در سطح جهان دارد. این پرنده به همراه غراب منقارکلفت بزرگ‌ترین نوع کلاغ و احتمالاً سنگین‌تر پرنده در میان تمامی اعضای راستهٔ گنجشک‌سانان است.
غراب معمولی حدود ۶۳ سانتی‌متر طول ۱۰۰ تا ۱۵۰ سانتی‌متر فاصلهٔ بین دو بال و ۱٫۲ کیلوگرم وزن داشته و به‌طور معمول ۱۰ تا ۲۵ سال عمر می‌کند، هرچند عمر بیش از ۴۰ سال هم مشاهده شده است. پرندگان جوان‌تر ممکن است گله‌ای زندگی کنند اما بعد از مدتی یک شریک زندگی انتخاب کرده و قلمرویی را برای خود در نظر می‌گیرند. رفتارهای مربوط به جفتگیری از سنین بسیار کم دیده می‌شود اما انتخاب همسر دائمی ممکن است تا دو یا سه سالگی انجام نشود. پس از تعیین جفت دو پرنده آشیانه خود را در لبه‌های صخره‌ها، روی درختان بلند یا لبهٔ ساختمان‌ها می‌سازند. هر دو جفت در خوابیدن روی تخم و تغذیه جوجه‌ها شرکت می‌کنند. تعیین جفت دائمی در غراب هم مثل بسیاری از پرندگان دیگر لزوماً به معنای انحصار روابط جنسی نیست و از این نظر شیوه‌های رفتاری مختلفی در غراب‌ها دیده شده است.
غراب معمولی هم مثل انواع دیگر غراب پرنده‌ای همه‌چیزخوار است و موفقیت آن تا حدی به دلیل رژیم‌غذایی فرصت‌طلبانه و بسیار انعطاف‌پذیر آن است. این پرنده از لاشه، حشرات، غلات، میوه‌ها، تخم پرندگان دیگر، فضولات، باقی‌مانده‌های غذاها و غذاهای انسان‌ها مثل نان، تغذیه می‌کند و گاهی حیوانات کوچک مثل خرگوش و موش را هم شکار می‌کند. این پرنده در بسیاری از نقاط در کنار انسان‌ها زندگی می‌کند و تعداد زیاد آن در برخی نقاط باعث شده تا توسط انسان‌ها آفت قلمداد شود.
این پرنده بسیار باهوش است و برخی از برجسته‌ترین نمونه‌های حل مسئله در حیوانات توسط غراب‌ها انجام شده است. معروف است که غراب‌ها علاقه زیادی به اشیاء درخشنده دارند اما تحققات نشان داده غراب‌های جوان نسبت به هر چیز جدیدی کنجکاو هستند و به ویژه اشیاء روشن و مدور به دلیل شباهتشان به تخم پرندگان توجه آن‌ها را به خود جلب می‌کند. اما غراب‌های بالغ کنجکاوی خود را از دست داده و خلق و خوی برعکس یافته و از چیزهای جدید پرهیز می‌کنند.
تفاوت‌های ظاهری این پرنده با کلاغ شامل اندازهٔ بزرگ‌تر، منقار بزرگ‌تر و کلفت‌تر و سیاه‌رنگ، کرک‌های بلند در منطقهٔ گلو و اطراف منقار، و دم گوه‌مانند می‌شود.